# Base Carvajal
La Base Teniente Luis Carvajal Villarroel es una base antártica estival de Chile a cargo de la Fuerza Aérea de Chile (FACH). Ubicada en el extremo sur de la isla Adelaida (67°46′S 68°55′O / -67.767, -68.917), al oeste de la península Antártica o Tierra de O'Higgins, al sur del círculo polar antártico. Estuvo cerrada entre los años 2004 y 2014 por exceso de grietas en glacial donde operan aeronaves Twin Otter. Actualmente se encuentra abierta y operativa durante las campañas de verano, funcionando como punto de enlace para las actividades antárticas de Chile hacia el interior del continente, puntualmente en la Estación polar científica conjunta Glaciar Unión.

## Historia

### Base T
La base fue construida por el Reino Unido, inaugurada el 3 de febrero de 1961, y llamada Base T - Adelaide Island. Su propósito era servir para investigaciones sobre glaciología, geología, meteorología y estudios del aire. La construcción original fue llamada Stephenson House y posteriormente A Stephenson cuando la estación fue renombrada Base T - Adelaide en marzo de 1962, junto con la construcción de una cabaña adicional llamada Rymill House. El 1 de enero de 1963 fue inaugurada otra construcción llamada Hampton House, que fue previamente el garage de la Base Fossil Bluff. Otro edificio de plástico fue agregado el 3 de marzo de 1967. Tras ser ocupada permanentemente, la base fue cerrada definitivamente el 1 de marzo de 1977 cuando la pista de hielo se deterioró y sus operaciones fueron transferidas a la más accesible Base Rothera. El 14 de agosto de 1984 el Reino Unido la transfirió al gobierno de Chile.

### Base Carvajal
El nuevo nombre -por ley N.º 18411 de mayo de 1985- viene en honor al teniente Luis Tomás Carvajal Villarroel, nacido en 1956, quien, como parte de la primera dotación de pilotos de la entonces base Marsh -hoy Base Presidente Eduardo Frei Montalva- falleció en un accidente aéreo; convirtiéndose en el primer fallecido de la FACH caído en actividades de vuelo en la Antártida.
La Fuerza Aérea de Chile activaba la Base Carvajal al inicio de la temporada estival, en octubre de cada año, cuando aviones del Grupo de Aviación N.º 6 y Grupo de Exploración Antártica N°19 (parte de la IV Brigada Aérea), aterrizaban en la superficie del glaciar.
Cuenta con las siguientes instalaciones: la más extensa (200 m²), incluye la cocina, despensa, bodega, dormitorios, estar-comedor, y una enfermería. A unos 50 m de ella se encuentran dos módulos habitacionales cada uno con capacidad para 4 personas. otra instalación es un refugio para emergencias. Las restantes son: una planta de tratamiento de aguas, un taller, un módulo de generadores, un laboratorio, un compactador de basura. Se cuenta también con un estanque de combustible para 3000 litros. 
La base cuenta con una pista de aterrizaje ubicada a 1 km de ella, sobre un glaciar; para aviones tipo Twin Otter. Si bien las actividades aéreas suelen verse limitadas por la nieve reblandecida, aún es posible operar más allá, en la parte alta del glaciar.
Entre sus características propiamente antárticas, se puede apreciar que desde mediados de octubre a mediados de febrero, la luz del día es permanente.Por otra parte existe registro de hasta 13 °C° sobre cero en periodo de verano (1997-1998).
Entre una característica propiamente antártica, encontranmos que desde mediados de octubre, hasta mediados de febrero, la luz día es permanente. Por otra parte existe el registro de 13 °C° sobre cero, temporada 1997-1998.
En 2017, durante la 71° campaña antártica chilena, se inauguran 2 nuevos laboratorios (uno seco y otro húmedo), nombrados Eduardo García en memoria del profesional de apoyo del INACH que murió el 28 de enero de 1999 en servicio al caer a las grietas de un glaciar cercano.

## Bases y refugios chilenos en la antártica
|                                                            | Norte: Base Presidente Gabriel González Videla |  |
|                                                            |                                                |  |
| Suroeste: Estación polar científica conjunta Glaciar Unión |                                                |  |